# زنکت فایت آن در گلان
شهر زنکت فایت آن در گلان (به آلمانی: Sankt Veit an der Glan) در ایالت کرنتن با جمعیت  ۱۲٬۹۹۴  نفر در کشور اتریش واقع شده‌است.